# 7307 Takei
A 7307 Takei (ideiglenes jelöléssel 1994 GT9) a Naprendszer kisbolygóövében található aszteroida. Yoshisada Shimizu és Urata Takesi fedezte fel 1994. április 13-án.